# 차해영
차해영(1986년 8월 10일 ~ )은 제8회 전국동시지방선거에서 당선된 마포구의원이다.